# Escaut occidental
Pour les articles homonymes, voir Escaut (homonymie).
L'Escaut occidental (néerlandais : Westerschelde) est un bras de mer de Zélande. Contrairement à l'Escaut oriental, le Grevelingen et le Haringvliet, il n'a pas été barré à l'occasion des travaux du Plan Delta : il est en effet le point d'accès maritime du port d'Anvers.

## Géographie

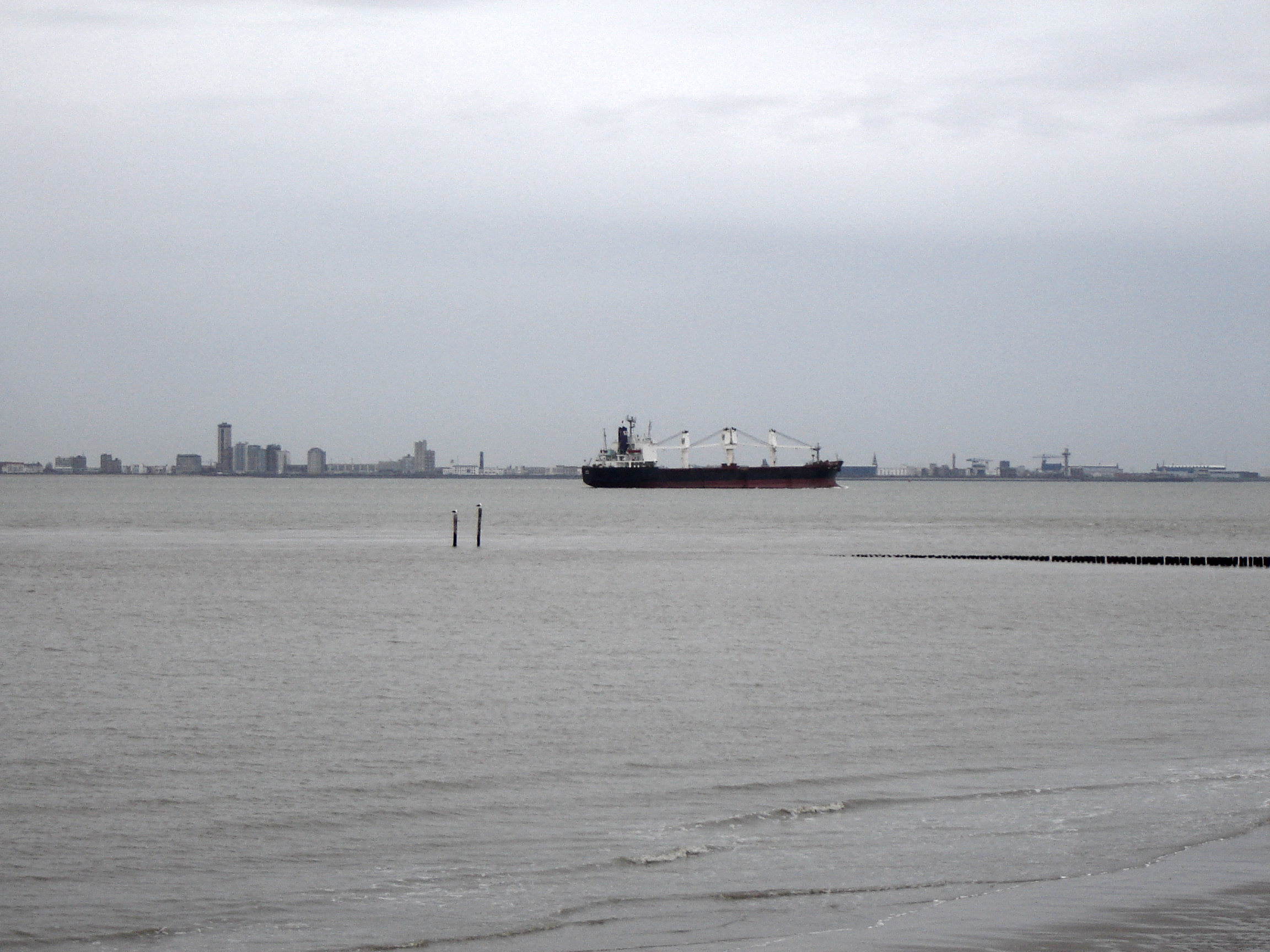
L'estuaire de l'Escaut, ou Westerschelde

L'Escaut occidental est le débouché de l'Escaut dans la mer du Nord. La voie d'eau est relativement polluée, et la vie marine a disparu de certaines parties. Cependant, de par la construction progressive d'installations d'épuration des eaux, l'apport de matières biologiques a diminué. L'épuration de l'Escaut est dorénavant un objectif politique à long terme. 
L'obstacle naturel aux déplacements que forme l'Escaut occidental entre la Flandre zélandaise et le reste des Pays-Bas, est contourné depuis mars 2003 par le tunnel de l'Escaut occidental. Auparavant, il fallait faire un détour routier en passant par Anvers et la Belgique, ou emprunter le bac entre  Terneuzen (rive sud) et Flessingue (rive nord) dont les tarifs ont été régulièrement contestés.  
L'Escaut occidental présente aussi des difficultés pour la navigation maritime, en raison d'un cours sinueux, de ses courants de marée et des bancs de sable qui se déplacent régulièrement.
L'Escaut occidental est une voie d'eau relativement récente, le débouché historique du fleuve étant l'Escaut oriental. Au début du Moyen Âge ce n'était qu'un petit bras de mer. Par ailleurs au niveau de Perkpolder, une petite rivière appelée le Honte, coulait vers l'Est pour se jeter dans l'Escaut. C'est essentiellement au XIIe siècle, mais peut être déjà dès le IXe siècle, que l'Escaut a emprunté progressivement ces vallées au détriment de l'Escaut oriental. Le bras de mer continue de s'étendre au gré des inondations et des tempêtes. 
Vu sa position proche de la mer, l'Escaut occidental ne dispose que de petits affluents. Il accueille en revanche en rive gauche le canal Gand-Terneuse, en provenance du port de Gand, et en rive droite divers canaux le reliant à l'Escaut oriental.